# Aïn El Hadjar (Bouira)
Aïn El Hadjar (în arabă عين الحجار) este o comună din provincia Bouira, Algeria.
Populația comunei este de 9.260 de locuitori (2008).